# Susan Hastings
Susan Hastings (* 1954 in Leipzig) ist das Pseudonym einer deutschen Schriftstellerin.

## Leben
Nach der Ausbildung und dem Studium zur Diplom-Geologin war sie im Bergbau tätig und arbeitete lange als Sachverständige für Geologie und Ökologie. Mit dem Gedanken, eines Tages Sachbücher zu veröffentlichen, begann Hastings ein dreijähriges Fernstudium, um ihren deutschen Ausdrucksstil zu verbessern. Die Belletristik nahm dabei einen großen Rahmen ein, und ihr Mentor bemerkte ihr Talent für die Schriftstellerei. Zunächst begann sie mit dem Verfassen von Kurzgeschichten und veröffentlichte später den Liebesroman Waldbeeren im Jahn & Ernst Verlag, Hamburg. Seitdem veröffentlichte sie unter verschiedenen Pseudonymen Kurz-, Liebes- und Historienromane, unter anderem ca. 60 Heftromane der Reihen Herzen im Sturm, Fürsten, Mami, Mein Roman, Gaslicht und Irrlicht im Martin Kelter Verlag.
Susan Hastings ist Gründungsmitglied der DeLiA – Vereinigung deutschsprachiger Liebesroman-Autoren und -Autorinnen. Sie ist verheiratet und hat eine Tochter.

## Werke
- Waldbeeren, Jahn & Ernst Verlag, Hamburg 1999, ISBN 3-89407-220-2 (als Sonja Helm)
- Der Kuss des Verfemten, Droemersche Verlagsanstalt Th. Knaur Nachf., München, 2000, ISBN 3-426-69077-2.
- Venus und ihr Krieger, Droemersche Verlagsanstalt Th. Knaur Nachf., München, 2000, ISBN 3-426-69061-6.
- Der schwarze Magier, Moments Club (Bertelsmann), 2001, ISBN 3-89996-031-9.
- Der Klang deiner Worte, Moments Club (Bertelsmann), 2002, ISBN 3-89996-115-3.
- Die Nacht des Jaguars, Plaisirs d’amour, Konkursbuch Verlag, Tübingen, 2003, ISBN 3-88769-642-5.
- Im Bann des roten Mondes, Moments Verlag, Erftstadt, 2004, ISBN 3-937670-05-X.
- Die Schwester der Nonne, Weltbildverlag Augsburg, 2006, ISBN 3-89897-038-8.
- Ich, die Königin, Bastei Lübbe, 2007, ISBN 3-404-15671-4.
- Der Wollhändler, Plöttner Verlag, Leipzig, 2008, ISBN 3-938442-53-0.
- Wogen der Liebe, Knaur Taschenbuch, 2010, ISBN 978-3-426-50484-0.
- Wahre Geschichten um Luthers emsiges Weib, Tauchaer Verlag, 2010, ISBN 978-3-89772-175-3.
- Die Braut des Wikingers, Knaur Taschenbuch, 2010, ISBN 978-3-426-50521-2.
- Blauer Staub, Plöttner Verlag, Leipzig, 2010, ISBN 978-3-86211-001-8.
- Hieronymus Lotter – Der Baulöwe von Sachsen, Tauchaer Verlag, 2012, ISBN 978-3-89772-211-8.
- Schusterjunge Karl, Plöttner Verlag, Leipzig, 2012, ISBN 978-3-95537-000-8.